# 中華人民共和国における妊娠中絶
中華人民共和国における妊娠中絶 (ちゅうかじんみんきょうわこくにおけるにんしんちゅうぜつ)は、合法であり、申請に応じて政府により提供される。 原則として性選択を目的とした中絶はできないとされるものの、依然として行われている。実質的に誰でも利用できる避妊に加え人工妊娠中絶は、1979年から2015年にかけての一人っ子政策に従った人口抑制策のための一般的な方法であった。 

## 歴史
1950年代初期に、中国政府は次の場合を除いては妊娠中絶を違法とした。1) 母体が結核や悪性貧血などの妊娠により生命の危険に晒されうるような既存疾病を有する場合、2) 伝統的漢方医学により多動性の胎児を落ち着かせることができず自然流産が予想される場合、 3) 母体が以前に2回以上の帝王切開を行っている場合。違法な妊娠中絶を行った場合には罰則が設けられていた。
1954年と1956年に、妊婦が特定の職業に従事している場合や、高血圧やてんかんなどの疾病・障害を有する場合も中絶を認めるよう法律が改正された。 既に4人の子供を持っている場合や最後の出産から4ヶ月以内に妊娠した場合も同様に認められた。
上述の規制は中国政府が人口増加に重点を置いた政策ととらえることができる。 アジアの医療倫理を専門とするニー・ジンバオ教授 (Nie Jing-Bao) によれば、避妊と併せて中絶を人口抑制策の1つとすることに加え、非合法な中絶により死亡したり後遺症が残ったりする事例を減少させる目的で、これらの法律は1950年代後半から1960年代初期にかけて緩和されたという。

## 統計
全ての中絶が記録されているわけではなく、また一般に家族計画統計は国家機密とされているため、1年間に行われる中絶数の正確な統計を得ることは困難である。 一方で、2008年に行われた中絶の数は1,300万と推計され、同年に約1,000万の中絶薬が販売されたとされる。 1人の子供を持つことのみが許される都市部において、人工中絶はより一般的に見られる。 一方農村部では、第1子が女児であった場合には、およそ4,000元(US$600)で「第2子出産許可証」が発行され、第2子を持つことが許される。 70年代まで中絶は中国の人口抑制目標を実現するための「救済手段」であると公式に称されていた。

## 性別選択的中絶
中国において一般に中絶は許可されているが、その例外として、出生前性別診断や性別選択的中絶は違法である。 中国における顕著な性比不均衡は、女児の出生数が過小報告されていることや女児の乳児死亡率が高いことのみでは説明がつかず、性別選択的中絶が一貫してその主要な要因の1つであると見られている。 2001年には女児100名に対して男児117名が生まれたことになる。 この傾向は中国の家庭において男児選好の文化が残っていることにより説明される。
2005年に中国政府は新生児の性別比を適正化するため10の政策からなる行動計画を開始した。 この行動計画のもとで、出生前性別診断に加え性別選択的中絶が違法化され、違反者には厳罰が課されるようになった。 他の政策としては、超音波機器の流通を規制したり、国家衛生計画生育委員会の出生・中絶・妊娠に関わる制度を改善したりした。
にもかかわらず、政府は容易には取り締まれず、かつ男児選好の文化が依然残っていることから、性別選択的中絶は行われ続けている。 更に多くの場合、超音波検査を受ける際に、余分な代金を支払って胎児の性別を知ることができる。

## 家族計画
家族計画の手段としての中絶の重要性は、中国においてミフェプリストン(中絶ピル)による「妊娠早期による薬剤による中絶」の大規模な導入によっても明らかといえる。 実際、中国では1988年に世界で初めて薬剤中絶が合法化され、その後も長期間大規模に行われている。多くの西側諸国のように高い中絶成功率を達成しているかどうかは不明であるが、中国の医師たちはこれを強く推奨しており、また一般的な中絶と比較するとずっと非侵襲性である。